# Livio Curto
Livio Curto fue un deportista italiano que compitió en remo. Ganó una medalla de plata en el Campeonato Europeo de Remo de 1932, en la prueba de doble scull.

## Palmarés internacional
| Campeonato Europeo | Campeonato Europeo    | Campeonato Europeo | Campeonato Europeo |
| Año                | Lugar                 | Medalla            | Prueba             |
| ------------------ | --------------------- | ------------------ | ------------------ |
| 1932               | Belgrado (Yugoslavia) | Medalla de plata   | Doble scull        |